# Festival des arts et de la culture medumba
Le festival culturel Medumba a lieu tous les deux ans. Il se tient en général au mois de juillet et est organisé par les élites des 14 villages du département du Ndé à l'ouest Cameroun.
Ce festival promeut la langue traditionnelle Medumba et fournit l'occasion aux peuples d'exposer les créations de l'artisanat local. Pendant le festival, des danses traditionnelles sont organisées, ainsi que des lectures de contes et de légendes sur les habitants de la région.

## Présentation du festival

### Dates et lieux
Bangangté, chef-lieu du Ndé, plusieurs fois élue ville la plus propre de l'Ouest Cameroun et ses environs, héberge ce Festival des Arts et de la Culture Medumba durant deux semaines.
Depuis 1995[réf. souhaitée], le festival acquiert en notoriété. En 2010, la participation atteint 50 000 visiteurs.
En 2012, le 11e Festival des Arts et de la Culture Medumba a eu lieu du 06 au 22 juillet 2012, à Bangangté.

### Description et déroulement
Chaque journée du festival est consacrée à un village.

#### Les visiteurs
- Les opérateurs économiques, entreprises, organismes nationaux et internationaux, organisations culturelles, artistes, personnalités, élites...

#### Contenu & Activités
Des activités autour de la culture Medumba sont organisées.
Activité récréatives, traditionnelles (musique, danses, foires), sketches et autres jeux, Exposition des trônes parés d'ivoire, des sculptures en bois, des tableaux d'art retraçant des scènes de chasse, La caravane du festac, Concours de la langue, Oscars du Medumba, Théâtre et conférences, Sport, soirée de gala, Journée des chefs supérieurs, Journée des associations, Journée des enseignants et des universités, Pose de la première pierre du Musée.

## Kum Ntsi Medumba
Le Kum Ntsi -crée en 1995 après la dédicace d'une bible traduite en Medumba- est l'Association des 'héritiers' de la langue Medumba, qui rassemble tous les fils et filles des 14 groupements de la région ayant en commun le Medùmbà.
L'association Kum Ntsi Medumba veut donner plus de visibilité au répertoire culturel Medùmbà. Elle organise depuis 1995 le Festival des Arts et Culture (FESTAC) Medùmbà.
L'associatioin gère une radio.